# Mouvement uni des peuples indigènes
Le Mouvement uni des peuples indigènes, ou MUPI, Movimiento Unido de Pueblos Indígenas en espagnol, est un parti politique régional de l'État d'Amazonas au Venezuela, fondé en 1997 sous l'influence du courant idéologique indigéniste qui vise l'amélioration de la qualité de vie des peuples indigènes de l'État.

## Résultats aux élections
En 1998, le parti participe aux élections gouvernorales et soutient la candidature de Nelson Silva, également soutenu par les partis traditionnels que sont le Comité d'organisation politique électorale indépendante (COPEI), Patria para Todos (PPT), Mouvement Cinquième République (MVR) et l'autre parti indigène régional, PUAMA. Toutefois, cette coalition est battue par José Bernabé Gutiérrez du parti Action démocratique (AD), le nombre de voix obtenues par le MUPI étant peu élevé (0.13 %). Trois des partis soutenant Silva (MVR, PPT et MUPI) décident de contester le résultat mais cette action sera sans effet.
Aux élections régionales du 30 juillet 2000, le MUPI soutient la candidature de Liborio Guarulla du PPT qui perd lui aussi face à Bernabé Gutiérez mais de nouvelles élections sont organisées en raison de fraudes observées lors du scrutin, et Guarulla l'emporte finalement. 
Aux élections régionales de 2004, le MUPI décide de présenter un candidat aux élections municipales de Maroa mais celui-ci ne remporte que 38.5 % des voix face au candidat officiel du MVR qui l'emporte avec 61 % des voix.
Aux élections législatives de 2005, le MUPI dépasse la coalition formée par les partis  MVR, PUAMA et PPT et obtient 48 % des voix contre 44 % pour la coalition. Le parti gagne ainsi l'un des quatre sièges que l'État d'Amazonas possède à l'Assemblée nationale du Venezuela et devient le premier parti de l'État.